# Безай Олександр Олександрович
Олександр Олександрович Безай (9 вересня 1992, Знам'янка) — український концертний співак, баритон. Лауреат Всеукраїнських та Міжнародних конкурсів. Викладач циклової комісії «Спів», соліст Кіровоградської обласної  філармонії (2016-2021), соліст міського професійного духового оркестру м. Кропивницький.

## Життєпис
Народився 9 вересня 1992 року у м. Знам'янка на Кіровоградщині Україна. Батьки — Олександр Безай старший (музикант) та Валентина Безай (вчитель початкових класів). Закінчив загальноосвітню школу І—ІІІ ст. ім. Т. Г. Шевченка (м. Знам'янка), паралельно здобував музичну освіту у Центрі дитячої та юнацької творчості (м. Знам'янка), а потім Знам'янській музичній школі ім. М. В. Лисенка, клас викладача Гумененко Алли Антонівни.
У 2007 році став студентом Кіровоградського музичного училища відділу «Спів», клас викладача, Заслуженого артиста України Стратьєва Володимира Петровича.
2011 року вступив до Національної музичної академії ім. П. І. Чайковського на вокально-диригентський факультет, кафедра сольного співу, клас професора, Народного артиста України Вострякова Олександра Андрійовича. За роки навчання став лауреатом Всеукраїнських та Міжнародних конкурсів.
З 2015 року почав роботу в Кіровоградському музичному училищі (нині коледжі) на посаді викладача циклової комісії «Спів». З 2016-го соліст Кіровоградської обласної філармонії. У 2017 році став солістом Міського професійного духового оркестру.
У 2017 році представив сольні програми «Solo Classic» та «20 відтінків класики» у супроводі симфонічного оркестру Кіровоградського музичного коледжу (художній керівник та диригент Заслужений діяч мистецтв України Лариса Голіусова) та камерного оркестру «Концертіно» Кіровоградської обласної філармонії (художній керівник Заслужений діяч мистецтв України Наталія Хілобокова).
Працював і продовжує співпрацю з багатьма оркестрами міста та області, а саме: Симфонічний оркестр Кіровоградського музичного коледжу (художній керівник та диригент Заслужений діяч мистецтв України Лариса Голіусова), Камерний оркестр «Концертіно» Кіровоградської обласної філармонії (художній керівник Заслужений діяч мистецтв України Наталія Хілобокова), Міський професійний духовий оркестр (художній керівник та диригент Богдан Максименко), Ансамбль народної та сучасної музики «Єлисавет-Ретро» Кіровоградської обласної філармонії (художній керівник Олена Фурманова), Камерний оркестр Кіровоградського музичного коледжу (художній керівник Заслужений діяч мистецтв України Наталія Хілобокова), Духовий оркестр Кіровоградського музичного коледжу (керівник Володимир Чернишенко), Оркестр народних інструментів Кіровоградського музичного коледжу (керівник Богдан Максименко).
Почесний член журі Міжнародного конкурсу «Об'єднаємо дітей мистецтвом» (м. Кропивницький), член журі фестивалю-конкурсу вокального мистецтва «Голос серця» (м. Кропивницький).

## Випускники класу О. Безая
- Бичев Дмитро, випуск 2017 року
- Апостолова Наталя, випуск 2018 року
- Шуляк Андрій, випуск 2019 року
- Болквадзе Анрі, випуск 2019 року
- Кушнарьов Павло, випуск 2019 року
- Мокряк Людмила, випуск 2020 року
- Бевзенко Яніна, випуск 2022 року
- Гур'єв Валерій, випуск 2022 року
- Лароса Лучія, випуск 2022 року
- Кірій Дмитро, випуск 2022 року
- Хорхордіна Марина 2022 року
- Лимаренко Софія 2023 року
- Заставнюк Микола 2023 року
- Оленніков Тимур 2023 року
- Безкровна Наталя 2024 року
- Зарва Максим 2024 року
- Коверга Анастасія 2024 року

## Конкурси
- І премія XII Всеукраїнський фестиваль сучасного романсу «Осіннє рандеву» м. Миргород. Україна, 2012 р.[джерело?]
- II премія Міжнародний пісенний фестиваль «Доля» м. Київ. Україна, 2012 р.[джерело?]
- І премія та приз за краще виконання романсу С. В. Рахманінова VII Міжнародний конкурс вокалістів ім. Івана Алчевського м. Харків. Україна, 2013 р.[джерело?]
- Гран-при Всеукраїнський фестиваль-конкурс викладачів «Ступені майстерності» м. Дніпропетровськ. Україна, 2014 р.[джерело?]
- І премія Перший міжнародний конкурс «Від класики до модерну» м. Київ. Україна. 2014 р.[джерело?]

та інші.

## Нагороди
- Подяка міського голови м. Кропивницького
- Подяка Кіровоградської обласної філармонії
- Грамота Кіровоградської обласної філармонії
- Грамота Відділу культури і туризму Кропивницької міської ради
- Диплом переможця міського конкурсу «Молода людина року» в номінації «Відкриття року в області культури і мистецтва»
- Подяка Департаменту культури, туризму та культурної спадщини Кіровоградської обласної державної адміністрації
- Грамота Департаменту культури, туризму та культурної спадщини Кіровоградської обласної державної адміністрації
- Почесна грамота Департаменту культури, туризму та культурної спадщини Кіровоградської обласної державної адміністрації
- Подяка Міністерства культури України